# Hämeenkoski
Hämeenkoski – dawna gmina w Finlandii, położona w południowej części państwa, należąca do regionu Päijät-Häme. 1 stycznia 2016 została włączona do gminy Hollola.
W momencie fuzji gminę zamieszkiwały 2102 osoby.